# Pfarrkirche Kirchberg am Walde

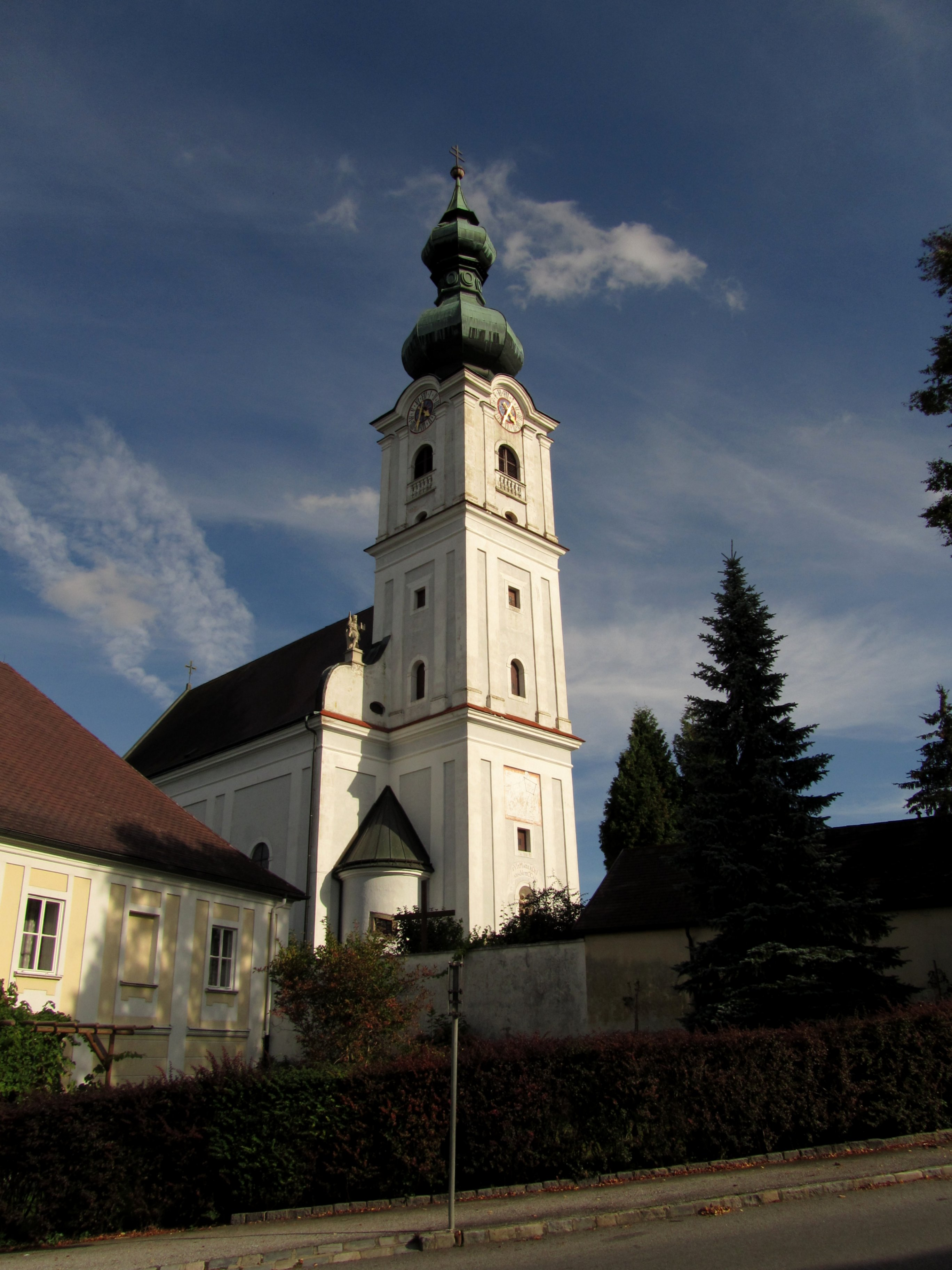
Katholische Pfarrkirche hl. Johannes der Täufer in Kirchberg am Walde

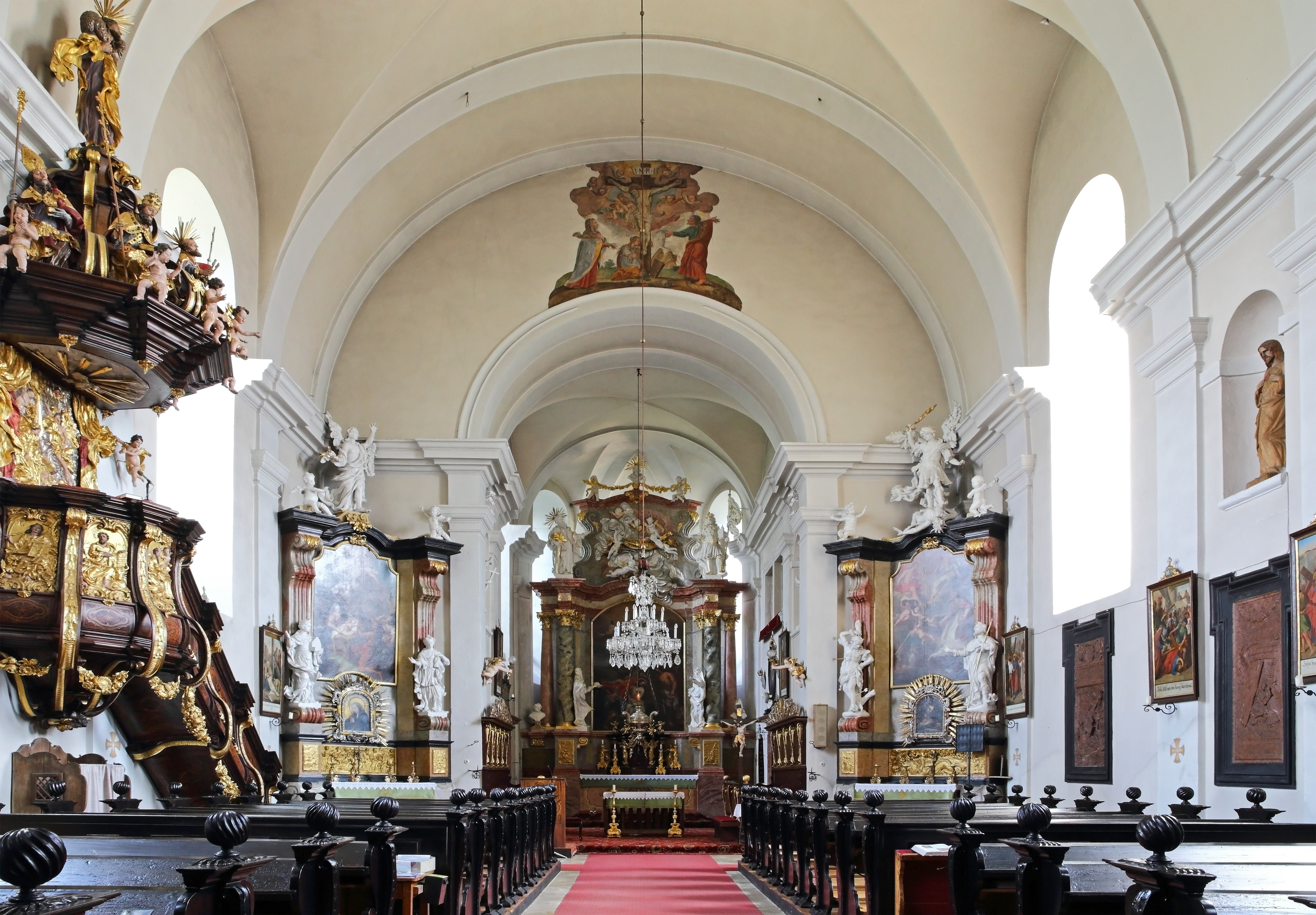
Im Langhaus zum Chor

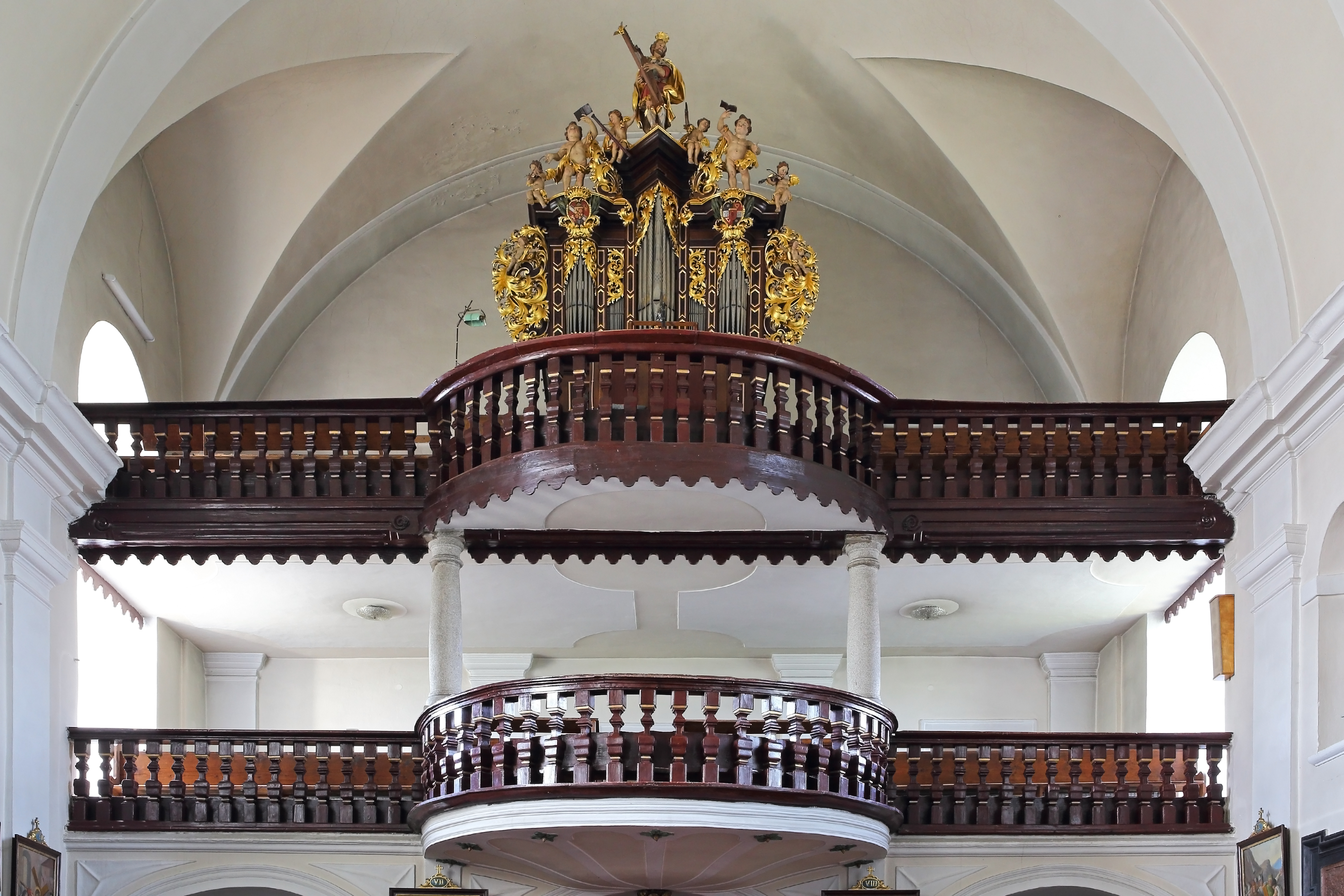
Im Langhaus zur Doppelempore

Die Pfarrkirche Kirchberg am Walde steht im Osten des Ortes Kirchberg am Walde in der Marktgemeinde Kirchberg am Walde im Bezirk Gmünd in Niederösterreich. Die dem heiligen Johannes der Täufer geweihte römisch-katholische Pfarrkirche gehört zum Dekanat Gmünd in der Diözese St. Pölten. Die Kirche und der ehemalige Friedhof stehen unter Denkmalschutz (Listeneintrag).

## Geschichte
Anfangs stand an der Stelle der heutigen Pfarrkirche die Burgkirchenanlage der Herren von Kirchberg. Urkundlich wurde 1239 eine Pfarre mit dem ursprünglichen Patrozinium Hl. Ulrich genannt. Von 1709 bis 1713 erfolgte ein Kirchenneubau unter Johann Leopold Graf Kuefstein mit dem Baumeister Bartholomäus Hochholdinger. Die Kirche wurde 1713 mit dem Patrozinium Johannes der Täufer geweiht. 1905 und 1936 waren Renovierungen.

## Architektur

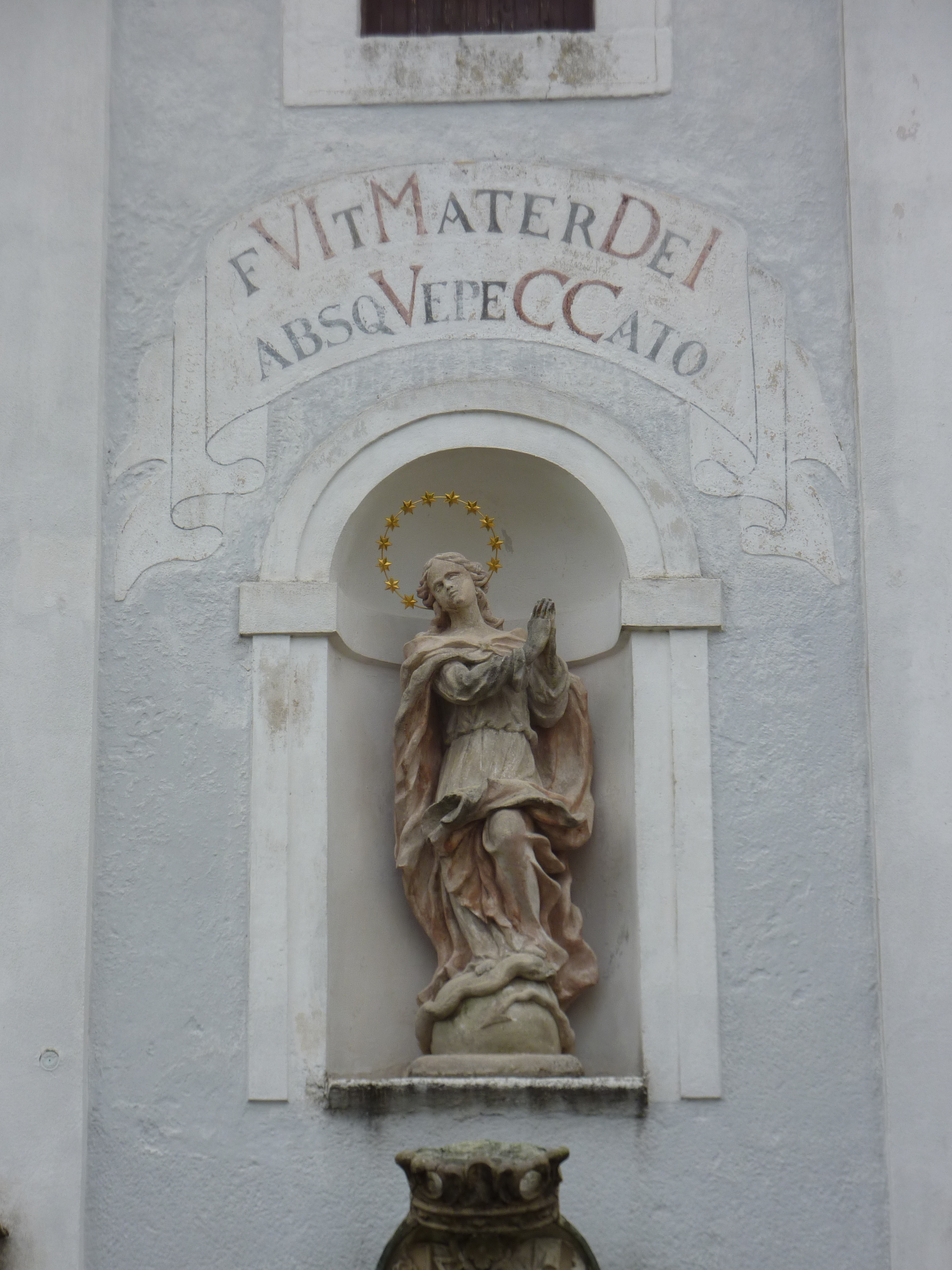
Statue Immaculata mit Chronogramm 1712: „Fuit mater Dei absque peccato“ an der Westfassade

Der Außenbau ist durch eine einheitliche Gliederung mit Lisenen und Gesims geprägt.
Der quadratische dreigeschoßige Westturm mit der Jahresangabe 1712 ist der Westfassade vorgestellt. Auf den Giebelvoluten beidseits des Turms stehen die Figuren Leopold und Florian aus der 1. Hälfte des 18. Jahrhunderts. Das Rustikaportal im Turm zeigt eine Wappenkartusche Kuefstein-Kollonitsch und darüber in einer Nische die Figur Maria Immaculata aus der 1. Hälfte des 18. Jahrhunderts. Der Turm hat rundbogige Schallfenster mit Balustrade und einen verdoppelten Zwiebelhelm. Seitlich des Portals sind Epitaphien um 1800, rechts für Johann Reichsgraf Veterani-Mallenthein 1789, links für Adam Graf Veterani-Mallenthein 1855. Nordseitig an Turm und Westfassade ist ein Treppenturm.
Das dreijochige Langhaus unter einem Satteldach hat Rundbogenfenster und zeigt am Ostgiebel die Jahresangabe 1709 und hat im Mitteljoch Rechteckportale unter Pinienzapfen in Sprenggiebeln. Der niedrigere eingezogene einjochige Chor hat einen Dreiseitschluss und nordseitig ein gerahmtes Rechteckportal. An der Chorsüdseite befindet sich ein zweigeschoßiger Sakristeianbau.
Die Vorhalle im Turm ist kreuzgratgewölbt mit eingezogenen Graten und einem Scheitelring. Das Rechteckportal, das Langhaus und der Chor sind einheitlich mit Abschlussgesims, Doppelgurte auf Doppelpilastern gegliedert. In den Doppelpilastern sind teils Figurennischen. Das Langhaus unter einem Tonnengewölbe mit Stichkappen hat im Westen eine dreiachsige doppelgeschoßige Orgelempore mit Holzbalustraden über toskanischen Säulen und Pilastern mit einem Kreuzgewölbe und einer Flachdecke. Der eingezogene Triumphbogen zeigt darüber ein Fresko Kreuzigung um 1710. Das Chorjoch hat ein Kreuzgratgewölbe und die Apsis eine Stichkappenwölbung auf geknickten Pilastern. Der Chor hat seitliche marmorierte Portale, südlich zur Sakristei mit einem bekrönenden Ovalbild hl. Franz Xaver von 1721 und eine Büste zwischen zwei Bourbonenwappen aus der 2. Viertel des 19. Jahrhunderts, nördlich mit einer bekrönenden Weiheinschrift von 1713 und gleichfalls einer Büste des hl. Franz Xaver. Im Süden des Chores ist eine Oratoriumsöffnung.
Im Westen der Kirche gibt es einen Torbau mit einem mittigen rustizierten Rundbogenportal zwischen Pilastern mit der Jahresangabe 1713 und einem Giebelaufsatz mit Figuren Hll. Peter und Paul und Auferstandener.
Der Pfarrhof nördlich der Kirche auf einer Geländestufe wurde von 1780 bis 1783 erbaut. Der zweigeschoßige josephinische Bau zeigt eine Lisenenriesenordnung und Plattendekor. Über dem Tor mit der Angabe 1789 ist ein Wappen Veterani.

## Ausstattung
Die barocke Ausstattung ist aus dem 1. Viertel des 18. Jahrhunderts. Der Hochaltar um 1713 hat eine marmorierte konkave Säulenarchitektur mit büstenbekrönten Opfergangsportalen und zeigt das Altarblatt Taufe Christi und Stuckseitenfiguren heiliger Ordensfrauen und im Auszug eine Engelglorie zwischen den Hll. Paulus und Leopold. Der intarsierte Tabernakel ist mit einer Figur eines Pelikans, der seine Jungen mit dem Blut seines Herzens tränkt, in der österlichen Zeit mit einer Figur des Auferstandenen bekrönt. Der linke Seitenaltar zeigt das Altarblatt Anbetung der Hirten des Malers Matthias Mölck (1712), das Vorsatzbild hl. Maria (niederländisch aus der 1. Hälfte des 16. Jahrhunderts) im Rokokorahmen, in Sockelreliefs Jugendszenen Christi und die Stuckfiguren Cäcilie und Gabriel. Der rechte Seitenaltar zeigt das Altarblatt hl. Ulrich aus dem 1. Viertel des 18. Jahrhunderts, das Vorsatzbild Johannes von Nepomuk im Rokokorahmen, in den Sockelreliefs Hll. Rosalia, Raphael und Schutzengel und die Stuckfiguren Sebastian, Rochus und Michael.
Die Kanzel hat einen intarsierten Korb mit Evangelistenreliefs mit einem Relief Verkündigung an der Rückwand und auf dem Schalldeckel Sitzfiguren der vier Kirchenväter und des hl. Petrus. Die oberste Figur zeigt Christus als den Guten Hirten.
Es gibt vier reliefierte Marmorplatten mit Inschriften aus dem Ende des 16. und Anfang des 17. Jahrhunderts an den Langhauswänden in barocken Rahmen. Ursprünglich wohl Epitaphien der Herren von Sondernhof, von 1561 bis 1607 die Herrschaft in Kirchberg am Walde, mit Bildern und Texte nach Vorlagen einer Lutherbibel von 1564/1574, mit Darstellungen Moses und der ehernen Schlange, Jael tötet Sisera, Ritter und Tod, Auferstehung der Toten.
Das Orgelgehäuse mit Akanthusdekor aus 1711 ist mit G.W.C. bezeichnet, zeigt das Wappen Kollonitsch-Kuefstein und trägt die Figur David. Das Orgelgehäuse wird daher Johann Georg Wenzel Casparides mit einer Orgelbauwerkstätte in Pulkau zugeschrieben. Das nunmehrige Orgelwerk baute Gregor Hradetzky 1975. Es gibt zwei Klarinetten aus 1787 und zwei Klarinetten von Martin Schemmel aus 1837. Eine Glocke goss Mathias Piringer (1713).